# Manglobe
Manglobe (japonsky 株式会社マングローブ, Kabušiki gaiša Manguróbu) bylo japonské animační studio, které v roce 2002 založili bývalí producenti studia Sunrise, Šin'ičiró Kobajaši a Takaši Kočijama. Zaniklo v září roku 2015 po vyhlášení bankrotu.

## Historie
Manglobe se proslavilo zejména svými původními pořady, jakou jsou seriály Samurai Champloo a Ergo Proxy, nežli adaptacemi již existujících děl. Od roku 2010 vytvořilo několik řad seriálové adaptace mangy Kami nomi zo širu sekai. Během té doby se její autor Tamiki Wakaki spřátelil s ředitelem studia Takašem Kočijamou. Uvedl, že úzká spolupráce se štábem studia vedla ke „skutečně šťastné práci“.
Dne 29. září 2015 vyhlásil Manglobe bankrot a zrušil svoje internetové stránky. Internetový portál Anime! Anime! Biz uvedl, že studio bylo už nějakou dobu v insolvenci a před bankrotem zvažovalo podniknout i konsolidaci úvěrů. Dle zprávy Teikoku Databank činil dluh studia 350 milionů jenů. Finanční problémy studia a jeho následný bankrot zapříčinil odklad uvedení filmu Gjakusacu kikan do kin. To bylo naplánováno na 13. listopad 2015. Zároveň za něj mohl i 16 měsíční odklad vydání třetího svazku Blu-ray disků a DVD seriálu Gangsta. v Japonsku.

## Tvorba

### Televizní seriály
| Rok  | Název                                        | Režie                    | Od               | Do                | Díly |
| ---- | -------------------------------------------- | ------------------------ | ---------------- | ----------------- | ---- |
| 2004 | Samurai Champloo                             | Šin'ičiró Watanabe       | 20. května 2004  | 19. března 2005   | 26   |
| 2006 | Ergo Proxy                                   | Šúkó Murase              | 25. února 2006   | 12. srpna 2006    | 23   |
| 2008 | Mičiko to Haččin                             | Sajo Jamamoto            | 15. října 2008   | 18. března 2009   | 22   |
| 2009 | Seiken no Blacksmith                         | Masamicu Hidaka          | 3. října 2009    | 19. prosince 2009 | 12   |
| 2010 | Saraija gojó                                 | Tomomi Močizuki          | 15. dubna 2010   | 1. července 2010  | 12   |
| 2010 | Kami nomi zo širu sekai                      | Šigehito Takajanagi      | 6. října 2010    | 22. prosince 2010 | 12   |
| 2011 | Kami nomi zo širu sekai II                   | Šigehito Takajanagi      | 12. dubna 2011   | 28. června 2011   | 12   |
| 2011 | Deadman Wonderland                           | Kóičiró Hacumi           | 17. dubna 2011   | 3. července 2011  | 12   |
| 2011 | Maširoiro Symphony: The Color of Lovers      | Eidži Suganuma           | 5. října 2011    | 21. prosince 2011 | 12   |
| 2012 | Hajate no gotoku! Can’t Take My Eyes Off You | Masaši Kudó              | 4. října 2012    | 20. prosince 2012 | 12   |
| 2013 | The Unlimited: Hjóbu Kjósuke                 | Šišó Igaraši             | 7. ledna 2013    | 25. března 2013   | 12   |
| 2013 | Karneval                                     | Eidži Suganuma           | 3. dubna 2013    | 26. června 2013   | 13   |
| 2013 | Hajate no gotoku! Cuties                     | Masaši Kudó              | 8. dubna 2013    | 1. července 2013  | 12   |
| 2013 | Kami nomi zo širu sekai: Megami-hen          | Satoši Ósedo             | 8. července 2013 | 23. září 2013     | 12   |
| 2013 | Samurai Flamenco                             | Takahiro Ómori           | 10. října 2013   | 27. března 2014   | 22   |
| 2015 | Gangsta.                                     | Šúkó Murase Kóiči Hacumi | 1. července 2015 | 27. září 2015     | 12   |

### Filmy
- Dante's Inferno: An Animated Epic (2010, v koprodukci se studii Film Roman, Dong Woo Animation, Production I.G, JM Animation, MOI Animation, Digital eMation, BigStar a EA Pictures)
- Gekidžóban Hajate no gotoku! Heaven is a Place on Earth (2011)
- Gjakusacu kikan (2017, Geno Studio převzalo produkci filmu po bankrotu Manglobe)

### OVA/ONA
- Trip Trek (ONA, 2003)
- Deadman Wonderland (2011)
- Kami nomi zo širu sekai: 4nin to Idol (2011)
- Šinken zemi kókó kóza (2012)
- Kami nomi zo širu sekai: Tenri-hen (2012)